# Rainier av Toscana
Rainier av Toscana, död 1027, var en italiensk monark. Han var regerande markgreve i Toscana mellan 1014 och 1027. 